# Oana Ban
Oana Mihaela Ban (* 11. Januar 1986 in Cluj-Napoca, Kreis Cluj) ist eine ehemalige rumänische Kunstturnerin.
Ban musste bis 2002 warten, um ihr Seniorendebüt zu feiern. Bei den Turn-Weltmeisterschaften 2002 in Debrecen gewann sie eine Silbermedaille. Sie nahm auch 2003 bei den Turnweltmeisterschaften teil, wo sie ebenfalls eine Silbermedaille gewann.
Ihr Karriere-Höhepunkt folgte 2004 bei den Olympischen Sommerspielen in Athen, wo sie mit dem rumänischen Nationalteam die Goldmedaille gewann.